# Verein für Leibesübungen Wolfsburg 1995-1996
Questa voce raccoglie le informazioni riguardanti il Verein für Leibesübungen Wolfsburg nelle competizioni ufficiali della stagione 1995-1996.

## Stagione
Nella stagione 1995-1996 il Wolfsburg, allenato da Gerd Roggensack e Willi Reimann, concluse il campionato di 2. Bundesliga al 12º posto. In Coppa di Germania il Wolfsburg fu eliminato al primo turno dal Lokomotive Stendal.

## Rosa
| N. |                                 | Ruolo | Calciatore         |
| -- | ------------------------------- | ----- | ------------------ |
| 1  | Germania (bandiera)             | P     | Uwe Zimmermann     |
| 2  | Germania (bandiera)             | C     | Markus Kullig      |
| 3  | Germania (bandiera)             | C     | Matthias Stammann  |
| 4  | Danimarca (bandiera)            | D     | Jann Jensen        |
| 6  | Germania (bandiera)             | D     | Jens Keller        |
| 7  | Germania (bandiera)             | A     | Roy Präger         |
| 8  | Germania (bandiera)             | D     | Holger Ballwanz    |
| 9  | Polonia (bandiera)              | A     | Piotr Tyszkiewicz  |
| 11 | Germania (bandiera)             | A     | Stefan Meißner     |
| 15 | Germania (bandiera)             | D     | Peter Kleeschätzky |
| 17 | Germania (bandiera)             | C     | Sven Ratke         |
| 18 | Germania (bandiera)             | C     | Detlev Dammeier    |
| 20 | Bosnia ed Erzegovina (bandiera) | C     | Sead Kapetanović   |

| N. |                     | Ruolo | Calciatore         |
| -- | ------------------- | ----- | ------------------ |
| 21 | Germania (bandiera) | C     | Michael Spies      |
|    | Germania (bandiera) | P     | Jörg Hoßbach       |
|    | Germania (bandiera) | D     | Frank Lieberam     |
|    | Germania (bandiera) | D     | Oliver Lüttkenhaus |
|    | Germania (bandiera) | D     | Matthias Maucksch  |
|    | Germania (bandiera) | D     | Ulf-Volker Probst  |
|    | Germania (bandiera) | D     | Mirco Thiel        |
|    | Germania (bandiera) | C     | Michael Butrej     |
|    | Germania (bandiera) | C     | Ralf Ewen          |
|    | Germania (bandiera) | C     | Uwe Klein          |
|    | Germania (bandiera) | A     | Guido Erhard       |
|    | Germania (bandiera) | A     | Siegfried Reich    |

## Organigramma societario
Area tecnica
- Allenatore: Willi Reimann
- Allenatore in seconda: Uwe Kliemann
- Preparatore dei portieri:
- Preparatori atletici:

## Calciomercato

### Sessione estiva
| Acquisti | Acquisti          | Acquisti        | Acquisti |
| R.       | Nome              | da              | Modalità |
| -------- | ----------------- | --------------- | -------- |
| A        | Guido Erhard      | Monaco 1860     |          |
| D        | Jens Keller       | Monaco 1860     |          |
| C        | Ivica Jozić       | Wattenscheid 09 |          |
| C        | Sead Kapetanović  | FSV Francoforte |          |
| D        | Matthias Maucksch | Dinamo Dresda   |          |
| A        | Roy Präger        | Fortuna Colonia |          |
| C        | Sven Ratke        | Dinamo Dresda   |          |
| C        | Michael Spies     | Dinamo Dresda   |          |
| C        | Matthias Stammann | Dinamo Dresda   |          |
| A        | Piotr Tyszkiewicz | Baden           |          |

| Cessioni | Cessioni             | Cessioni           | Cessioni |
| R.       | Nome                 | a                  | Modalità |
| -------- | -------------------- | ------------------ | -------- |
| C        | Hans-Jürgen Brunner  | Wattenscheid 09    |          |
| A        | René Deffke          | Union Berlino      |          |
| D        | Karl-Heinz Emig      | Eintracht Treviri  |          |
| C        | Jacek Frąckiewicz    | Union Berlino      |          |
| D        | Mike Lapper          | Southend Utd       |          |
| A        | Brian McBride        | Columbus Crew      |          |
| A        | Frank Plagge         | MTV Gifhorn        |          |
| C        | Thomas Seeliger      | Fortuna Düsseldorf |          |
| C        | Stephan Täuber       | Unterhaching       |          |
| C        | Claus-Dieter Wollitz | Kaiserslautern     |          |

### Sessione invernale
| Acquisti | Acquisti           | Acquisti | Acquisti |
| R.       | Nome               | da       | Modalità |
| -------- | ------------------ | -------- | -------- |
| D        | Oliver Lüttkenhaus | Amburgo  |          |

| Cessioni | Cessioni    | Cessioni | Cessioni |
| R.       | Nome        | a        | Modalità |
| -------- | ----------- | -------- | -------- |
| C        | Ivica Jozić | Anversa  |          |

## Risultati

### 2. Bundesliga

#### Girone di andata
| Arbitro: | Krug |

|                 |           |                                            |
| Tyszkiewicz 78’ | Marcatori | 37’ Hartmann 58’ Kovač 70’ Schmidt 89’ Süs |

| Norimberga 9 agosto 1995, ore 20:00 CEST 2ª giornata | Norimberga | 0 – 0 referto | Wolfsburg | Frankenstadion (29 000 spett.)\| Arbitro: \| Fischer \| |
| Arbitro:                                             | Fischer    |               |           |                                                         |

| Arbitro: | Dehmelt |

|           |           |                                         |
| Reich 87’ | Marcatori | 33’ Lipinski 37’ Svinggaard 89’ Lottner |

| Arbitro: | Leimert |

|          |           |                              |
| Skok 83’ | Marcatori | 77’ Maucksch 84’ Tyszkiewicz |

| Arbitro: | Haupt |

|                                |           |  |
| Hofmann 43’ Akpoborie 75’, 90’ | Marcatori |  |

| Arbitro: | Müller |

|                                      |           |               |
| Stammann 10’ Dammeier 43’ Präger 45’ | Marcatori | 27’ Radlspeck |

| Arbitro: | Ertl |

|           |           |           |
| Bliss 17’ | Marcatori | 61’ Reich |

| Arbitro: | Wack |

|           |           |            |
| Reich 85’ | Marcatori | 90’ Hecker |

| Arbitro: | Wagner |

|            |           |  |
| Walter 16’ | Marcatori |  |

| Arbitro: | Fleischer |

|                            |           |                      |
| Erhard 33’ Tyszkiewicz 77’ | Marcatori | 53’ Ouakili 59’ Hock |

| Arbitro: | Frey |

|                           |           |           |
| Schütterle 39’ Hirsch 45’ | Marcatori | 85’ Reich |

| Arbitro: | Dörr |

|  |           |                                                           |
|  | Marcatori | 1’, 62’ Bałuszyński 29’ Kracht 61’ Michalke 90’ Wohlfarth |

| Arbitro: | Fröhlich |

|  |           |                 |
|  | Marcatori | 75’ Tyszkiewicz |

| Arbitro: | Hotop |

|                      |           |             |
| Spies 48’ Präger 59’ | Marcatori | 69’ Behnert |

| Arbitro: | Schütz |

|                              |           |  |
| Kujat 17’ Lindner 67’ (rig.) | Marcatori |  |

| Arbitro: | Werthmann |

|  |           |          |
|  | Marcatori | 31’ Pilz |

| Arbitro: | Blumenstein |

|                     |           |           |
| Vorholt 44’ Lau 46’ | Marcatori | 54’ Reich |

#### Girone di ritorno
| Arbitro: | Ertl |

|                    |           |                      |
| Kovač 34’ Rath 51’ | Marcatori | 20’ Spies 76’ Erhard |

| Arbitro: | Wezel |

|              |           |          |
| Ballwanz 63’ | Marcatori | 2’ Moore |

| Arbitro: | Schmidt |

|                       |           |  |
| Krieg 37’ Lottner 42’ | Marcatori |  |

| Arbitro: | Fandel |

|              |           |  |
| Dammeier 76’ | Marcatori |  |

| Arbitro: | Prengel |

|                      |           |  |
| Präger 31’ Reich 35’ | Marcatori |  |

| Arbitro: | Hotop |

|                            |           |                        |
| Oberleitner 12’ Bergen 25’ | Marcatori | 22’ Ratke 87’ Stammann |

| Arbitro: | Friedrichs |

|              |           |           |
| Dammeier 74’ | Marcatori | 38’ Weber |

| Arbitro: | Dehmelt |

|  |           |                                               |
|  | Marcatori | 13’ Spies 16’ Ratke 74’ Maucksch 89’ Stammann |

| Arbitro: | Haupt |

|              |           |            |
| Ballwanz 52’ | Marcatori | 31’ Walter |

| Arbitro: | Wack |

|                       |           |                      |
| Klopp 37’ Demandt 72’ | Marcatori | 54’ Ratke 58’ Keller |

| Arbitro: | Friedrichs |

|                                          |           |            |
| Stammann 35’ Meißner 76’ Kapetanović 89’ | Marcatori | 86’ Anders |

| Bochum 10 maggio 1996, ore 20:00 CEST 29ª giornata | Bochum | 0 – 0 referto | Wolfsburg | Ruhrstadion (16 642 spett.)\| Arbitro: \| Fleske \| |
| Arbitro:                                           | Fleske |               |           |                                                     |

| Arbitro: | Steinborn |

|                                    |           |                                 |
| Maucksch 17’ Reich 27’ Meißner 53’ | Marcatori | 47’ Prinzen 57’ Linke 59’ Klütz |

| Arbitro: | Keßler |

|                 |           |           |
| Schwerinski 72’ | Marcatori | 36’ Ratke |

| Arbitro: | Casper |

|              |           |  |
| Ballwanz 12’ | Marcatori |  |

| Arbitro: | Prengel |

|  |           |             |
|  | Marcatori | 86’ Meißner |

| Wolfsburg 8 giugno 1996, ore 15:30 CEST 34ª giornata | Wolfsburg | 0 – 0 referto | Meppen | VfL-Stadion am Elsterweg (4 528 spett.)\| Arbitro: \| Ertl \| |
| Arbitro:                                             | Ertl      |               |        |                                                               |

### Coppa di Germania
| Arbitro: | Fröhlich |

|                                         |                      |                                          |
| Wiedemann Buchheim Aurich Lenz Hoffmann | Tiri di rigore 4 – 3 | Lieberam Maucksch Meißner Dammeier Reich |

## Statistiche

### Statistiche di squadra
| Competizione      | Punti | In casa | In casa | In casa | In casa | In casa | In casa | In trasferta | In trasferta | In trasferta | In trasferta | In trasferta | In trasferta | Totale | Totale | Totale | Totale | Totale | Totale | DR |
| Competizione      | Punti | G       | V       | N       | P       | Gf      | Gs      | G            | V            | N            | P            | Gf           | Gs           | G      | V      | N      | P      | Gf     | Gs     | DR |
| ----------------- | ----- | ------- | ------- | ------- | ------- | ------- | ------- | ------------ | ------------ | ------------ | ------------ | ------------ | ------------ | ------ | ------ | ------ | ------ | ------ | ------ | -- |
| 2. Bundesliga     | 44    | 17      | 6       | 7       | 4       | 23      | 25      | 17           | 4            | 7            | 6            | 18           | 21           | 34     | 10     | 14     | 10     | 41     | 46     | -5 |
| Coppa di Germania | -     | 0       | 0       | 0       | 0       | 0       | 0       | 1            | 0            | 1            | 0            | 0            | 0            | 1      | 0      | 1      | 0      | 0      | 0      | 0  |
| Totale            | 44    | 17      | 6       | 7       | 4       | 23      | 25      | 18           | 4            | 8            | 6            | 18           | 21           | 35     | 10     | 15     | 10     | 41     | 46     | -5 |

### Andamento in campionato
| Giornata  | 1  | 2  | 3  | 4  | 5  | 6  | 7  | 8  | 9  | 10 | 11 | 12 | 13 | 14 | 15 | 16 | 17 | 18 | 19 | 20 | 21 | 22 | 23 | 24 | 25 | 26 | 27 | 28 | 29 | 30 | 31 | 32 | 33 | 34 |
| --------- | -- | -- | -- | -- | -- | -- | -- | -- | -- | -- | -- | -- | -- | -- | -- | -- | -- | -- | -- | -- | -- | -- | -- | -- | -- | -- | -- | -- | -- | -- | -- | -- | -- | -- |
| Luogo     | C  | T  | C  | T  | T  | C  | T  | C  | T  | C  | T  | C  | T  | C  | T  | C  | T  | T  | C  | T  | C  | C  | T  | C  | T  | C  | T  | C  | T  | C  | T  | C  | T  | C  |
| Risultato | P  | N  | P  | V  | P  | V  | N  | N  | P  | N  | P  | P  | V  | V  | P  | P  | P  | N  | N  | P  | V  | V  | N  | N  | V  | N  | N  | V  | N  | N  | N  | V  | V  | N  |
| Posizione | 17 | 14 | 15 | 14 | 15 | 13 | 13 | 14 | 14 | 14 | 14 | 15 | 13 | 12 | 13 | 14 | 15 | 16 | 15 | 17 | 16 | 15 | 15 | 14 | 14 | 13 | 13 | 13 | 13 | 14 | 14 | 13 | 12 | 12 |

Legenda:

Luogo: C = Casa; T = Trasferta. Risultato: V = Vittoria; N = Pareggio; P = Sconfitta.

### Statistiche dei giocatori
| Giocatore       | 2. Bundesliga | 2. Bundesliga | 2. Bundesliga | 2. Bundesliga | Coppa di Germania | Coppa di Germania | Coppa di Germania | Coppa di Germania | Totale   | Totale | Totale      | Totale     |
| Giocatore       | Presenze      | Reti          | Ammonizioni   | Espulsioni    | Presenze          | Reti              | Ammonizioni       | Espulsioni        | Presenze | Reti   | Ammonizioni | Espulsioni |
| --------------- | ------------- | ------------- | ------------- | ------------- | ----------------- | ----------------- | ----------------- | ----------------- | -------- | ------ | ----------- | ---------- |
| H. Ballwanz     | 26            | 3             | 9             | 0             | 0                 | 0                 | 0                 | 0                 | 26       | 3      | 9           | 0          |
| M. Butrej       | 19            | 0             | 2             | 0             | 1                 | 0                 | 0                 | 0                 | 20       | 0      | 2           | 0          |
| D. Dammeier     | 31            | 3             | 5             | 0             | 1                 | 0                 | 0                 | 0                 | 32       | 3      | 5           | 0          |
| G. Erhard       | 14            | 2             | 3             | 0             | 0                 | 0                 | 0                 | 0                 | 14       | 2      | 3           | 0          |
| R. Ewen         | 6             | 0             | 0             | 1             | 0                 | 0                 | 0                 | 0                 | 6        | 0      | 0           | 1          |
| J. Hoßbach      | 1             | 0             | 0             | 0             | 0                 | 0                 | 0                 | 0                 | 1        | 0      | 0           | 0          |
| J. Jensen       | 0             | 0             | 0             | 0             | 0                 | 0                 | 0                 | 0                 | 0        | 0      | 0           | 0          |
| I. Jozić        | 4             | 0             | 1             | 0             | 1                 | 0                 | 0                 | 0                 | 5        | 0      | 1           | 0          |
| S. Kapetanović  | 25            | 1             | 3             | 2             | 1                 | 0                 | 0                 | 0                 | 26       | 1      | 3           | 2          |
| J. Keller       | 16            | 1             | 5             | 0             | 0                 | 0                 | 0                 | 0                 | 16       | 1      | 5           | 0          |
| P. Kleeschätzky | 26            | 0             | 8             | 0             | 1                 | 0                 | 0                 | 0                 | 27       | 0      | 8           | 0          |
| U. Klein        | 14            | 0             | 4             | 1             | 0                 | 0                 | 0                 | 0                 | 14       | 0      | 4           | 1          |
| M. Kullig       | 4             | 0             | 0             | 0             | 0                 | 0                 | 0                 | 0                 | 4        | 0      | 0           | 0          |
| F. Lieberam     | 19            | 0             | 2             | 0             | 1                 | 0                 | 0                 | 0                 | 20       | 0      | 2           | 0          |
| O. Lüttkenhaus  | 13            | 0             | 4             | 0             | 0                 | 0                 | 0                 | 0                 | 13       | 0      | 4           | 0          |
| M. Maucksch     | 23            | 3             | 5             | 0             | 1                 | 0                 | 0                 | 0                 | 24       | 3      | 5           | 0          |
| S. Meißner      | 29            | 3             | 4             | 1             | 1                 | 0                 | 0                 | 0                 | 30       | 3      | 4           | 1          |
| U. Probst       | 17            | 0             | 6             | 0             | 1                 | 0                 | 0                 | 0                 | 18       | 0      | 6           | 0          |
| R. Präger       | 32            | 3             | 11            | 0             | 1                 | 0                 | 0                 | 0                 | 33       | 3      | 11          | 0          |
| S. Ratke        | 15            | 4             | 3             | 0             | 0                 | 0                 | 0                 | 0                 | 15       | 4      | 3           | 0          |
| S. Reich        | 26            | 7             | 7             | 0             | 1                 | 0                 | 1                 | 0                 | 27       | 7      | 8           | 0          |
| M. Spies        | 26            | 3             | 2             | 1             | 0                 | 0                 | 0                 | 0                 | 26       | 3      | 2           | 1          |
| M. Stammann     | 27            | 4             | 8             | 0             | 1                 | 0                 | 0                 | 0                 | 28       | 4      | 8           | 0          |
| M. Thiel        | 2             | 0             | 0             | 0             | 0                 | 0                 | 0                 | 0                 | 2        | 0      | 0           | 0          |
| P. Tyszkiewicz  | 19            | 4             | 0             | 0             | 1                 | 0                 | 0                 | 0                 | 20       | 4      | 0           | 0          |
| U. Zimmermann   | 33            | 0             | 2             | 0             | 1                 | 0                 | 0                 | 0                 | 34       | 0      | 2           | 0          |